# Ludo Schurgers
Ludo Schurgers (Bree, Limburg, 15 d'octubre de 1955) va ser un ciclista belga que fou professional entre 1978 i 1988.

## Palmarès
- 1977
  - Vencedor de 2 etapes a la Volta a Limburg amateur
- 1978
  - 1r a l'Omloop Mandel-Leie-Schelde
- 1979
  - 1r al Circuit de Niel
- 1982
  - 1r a la Grote Scheldeprijs
- 1983
  - 1r al GP Stad Vilvoorde